# Monroedoktrinen

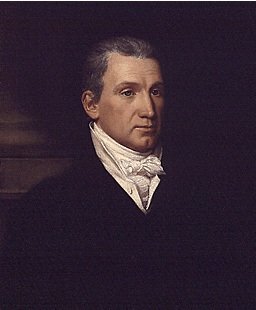
President James Monroe.

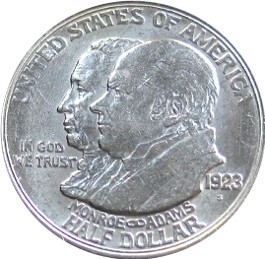
Mynt som hugfäster 100-årsminnet av Monroedoktrinen.

Monroedoktrinen (engelska: Monroe Doctrine) utfärdades den 2 december 1823 av USA:s president James Monroe. Monroedoktrinen fastslog att europeisk inblandning i Nya världen var oacceptabel, och att USA inte skulle ingripa i konflikter mellan europeiska stater.
Doktrinen grundade sig i flera europeiska staters planer på att ingripa i de latinamerikanska självständighetskrigen till förmån för Spanien, dels i Rysslands besittningstagande av Alaska, samtidigt som det fanns en bred folkopinion i USA för att ingripa på Greklands sida i grekiska frihetskriget.
Efter överläggningar mellan dåvarande amerikanske utrikesministern John Quincy Adams och George Canning och därefter mellan John Quincy Adams och James Monroe utfärdades doktrinen den 2 december 1823.
Monroedoktrinen slog fast att europeisk kolonisation eller försök att blanda sig i politiken i Nya världen var oacceptabel. Däremot skulle alla existerande europeiska kolonier accepteras. USA skulle i gengäld inte ingripa i konflikter mellan europeiska stater rörande europeiska frågor.
Doktrinen har dock under senare tid omtolkats för att rättfärdiga USA:s interventioner i syd- och centralamerikanska länder.
I ett tillägg av Theodore Roosevelt 1904, i det så kallade Rooseveltkorollariet (The Roosevelt Corollary), fastslogs att USA har rätt att ingripa som "internationell polis" (international police power) om stater i Karibien och Centralamerika uppträder "ociviliserat". Det tillägget åberopades flitigt som stöd för USA:s inblandning i Latinamerika under kalla kriget.
På begäran av Woodrow Wilson förklarades Monroedoktrinen vara i överensstämmelse med Nationernas Förbunds principer.